# حسن‌آباد (بخش مرکزی شهرستان نوشهر)
حسن‌آباد روستایی در دهستان کالج بخش مرکزی شهرستان نوشهر استان مازندران ایران است.

## جمعیت
بر پایه سرشماری عمومی نفوس و مسکن در سال ۱۳۹۵ جمعیت این روستا۱٬۱۲۰ نفر (۳۶۲خانوار) بوده‌است. مردم حسن‌آباد از قومیت طبری هستند. مردم حسن‌آباد به زبان طبری با گویش کجوری سخن می‌گویند.